# 10189 Норманроквел
10189 Норманроквел (10189 Normanrockwell) — астероїд головного поясу, відкритий 15 травня 1996 року.
Тіссеранів параметр щодо Юпітера — 3,361.